# 神奈川中央交通秦野営業所

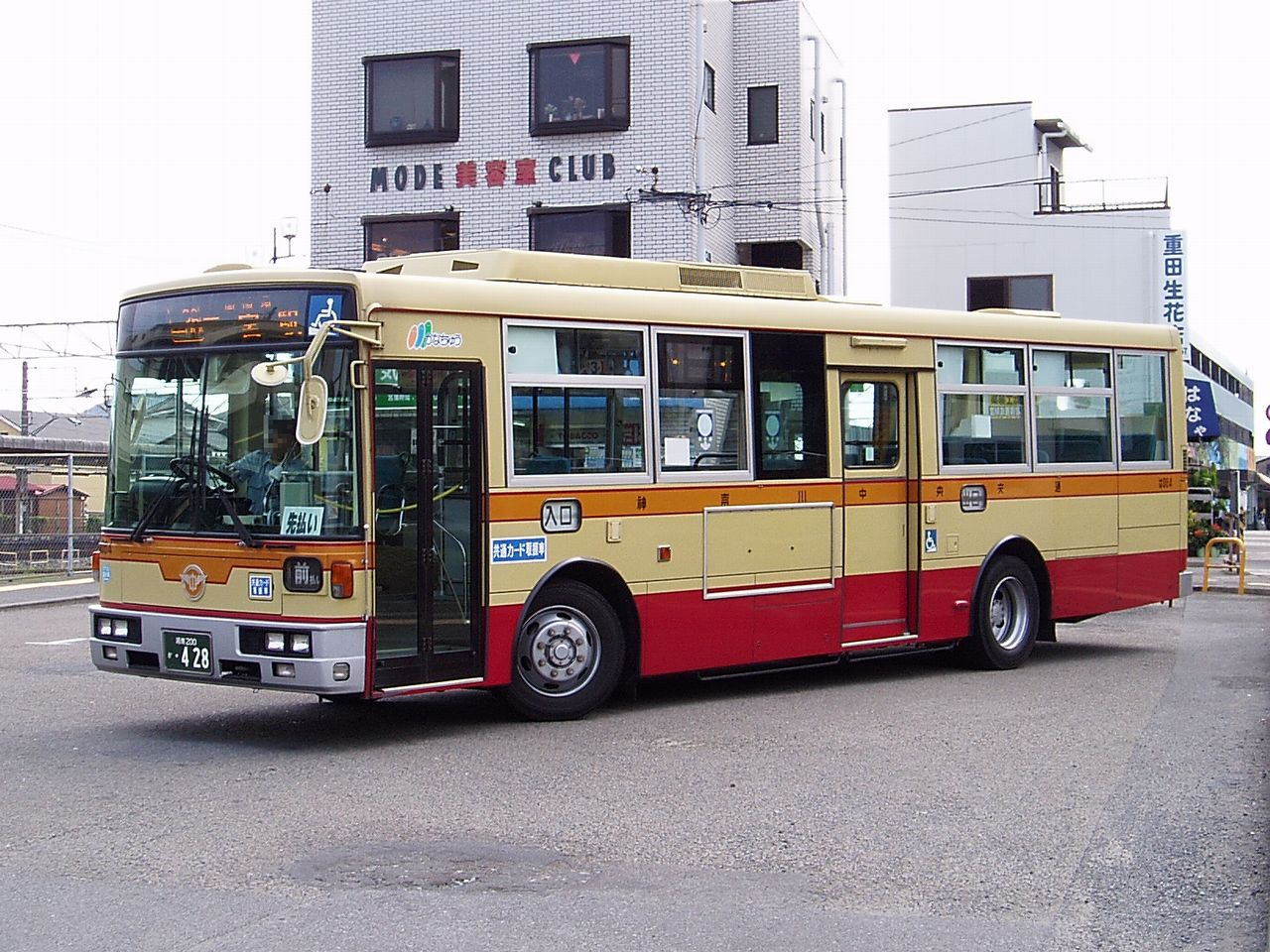
秦野営業所所属車両 (は064) ※除籍済

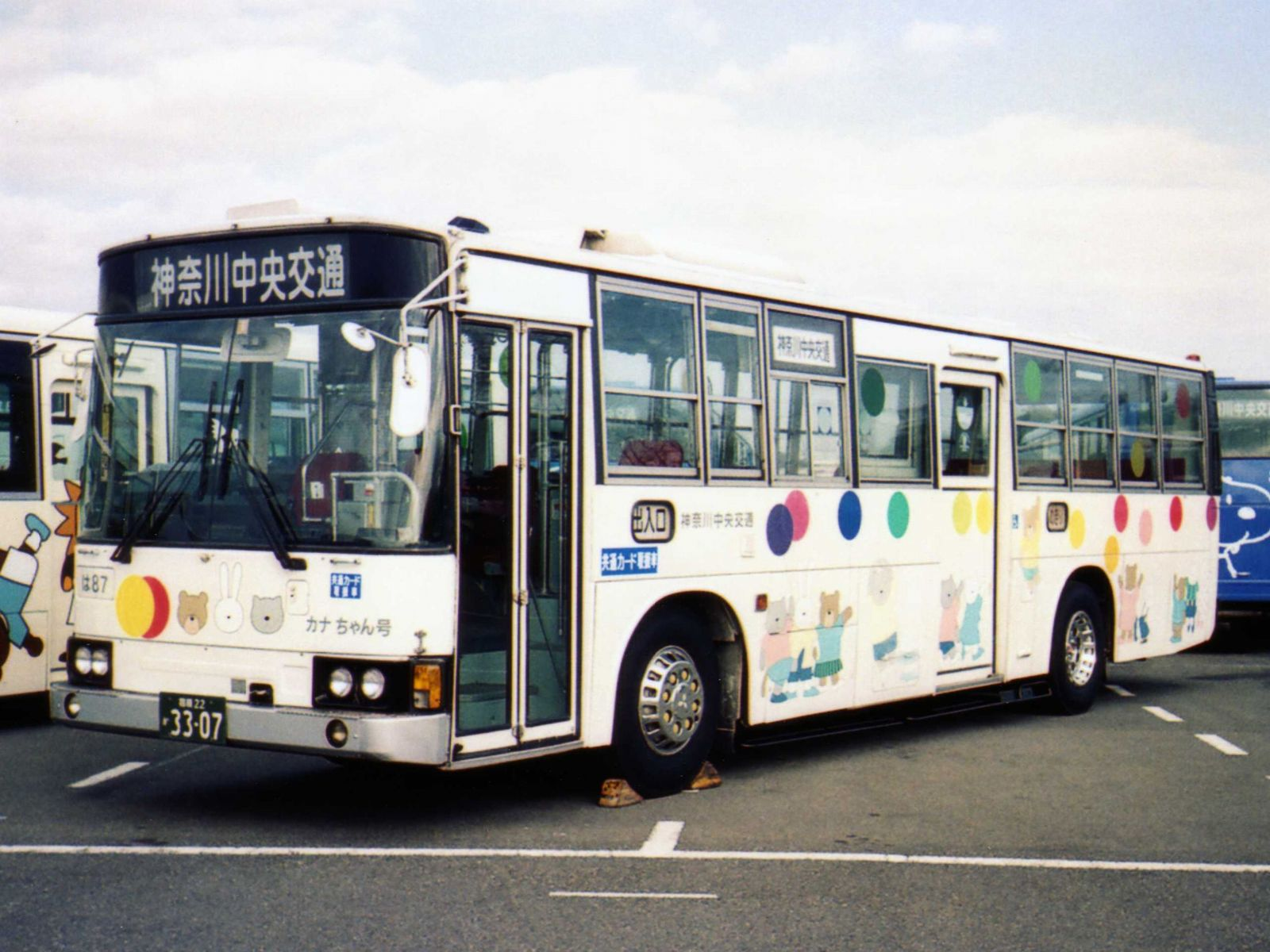
最後まで残った初代「カナちゃん号」は秦野所属だった (は87)

神奈川中央交通秦野営業所（かながわちゅうおうこうつうはだのえいぎょうしょ）は、神奈川県秦野市曽屋にある神奈川中央交通の営業所。バスの社番表記などに用いられる略号は、後述の操車所時代を含めて「は」。営業所の別称は高砂車庫。
神奈川中央交通西へ運行管理を全面委託していたほか、一部に同社の自社免許路線が存在した。
主に神奈川県秦野市・中井町を走る路線を管轄しており、一部は平塚市・大磯町・二宮町・小田原市へ乗り入れる。かつては伊勢原市・大井町へも乗入れていたが現在は廃止や移管などによって受け持ちがない。

## 沿革
元々は下記の沿革どおり「神奈川中央交通秦野営業所」として営業していたが、同居する湘南神奈交バス秦野営業所（当時）へ運行管理が全面委託されることに伴って、2008年5月16日から2016年12月31日まで「神奈川中央交通伊勢原営業所秦野操車所」に組織変更されていた。
2017年1月1日付けの神奈川中央交通グループの乗合バス事業再編に伴い、組織名称上「神奈川中央交通秦野営業所」が復活し、旧湘南神奈交バスを引き継いだ神奈川中央交通西・秦野営業所への運行管理委託となっている。
- 1921年8月24日 - 秦野自動車設立。
- 1942年2月13日 - 秦野自動車、東海道乗合自動車と合併。
- 1944年6月16日 - 神奈川中央乗合自動車発足に伴い、同社秦野営業所となる。
- 1951年6月5日 - 社名変更に伴い、神奈川中央交通秦野営業所となる。
- 1953年10月31日 - 貸切営業所を併設。
- 1965年6月1日 - 管内で整理券方式によるワンマン運行開始、以後順次拡大。
- 1966年7月10日 - 大秦野（現秦野）駅前から秦野市曽屋に営業所を移転。
- 1974年5月 - ヤビツ峠線のワンマン化に伴い、管内全路線がワンマンバスによる運行となる。
- 1976年10月1日 - 無災害記録220万時間達成により、労働省より表彰。
- 1988年5月9日 秦野営業所全域でバスカード利用開始。
- 1997年10月16日 - 管内の一部路線を湘南神奈交バス秦野営業所へ管理委託開始。
- 1998年1月19日 - 管内全路線でバス共通カードに対応。
- 1999年4月1日 - 秦野駅南口駅前広場が供用開始。
- 2008年
  - 2月 - 小田原機器製の運賃箱RX-FANに交換。
  - 3月 - クラリオン製8トラデッキ (CA-204) から同じくクラリオン製の音声合成装置に交換。
  - 5月16日 - 湘南神奈交バス秦野営業所への運行管理の全面委託化に伴い、神奈川中央交通秦野営業所は組織上廃止となり、神奈川中央交通伊勢原営業所秦野操車所に名称が変更される。
- 2009年3月15日 - 管内全路線にてPASMO運用開始。
- 2012年10月29日 - 二宮町コミュニティバスを除く管内全路線にて乗降方法を「中乗り・前降り」に変更。
- 2015年3月31日 - 中井町内を中心に路線再編、一部路線を廃止[3][4]。
- 2017年1月1日 - 神奈川中央交通グループの乗合バス事業再編に伴い[5][6]、伊勢原営業所から独立し、神奈川中央交通西・秦野営業所となった[6]。旧・湘南神奈交バスを引き継いだ神奈川中央交通西・秦野営業所へ運行管理委託。[要出典]

## 現行路線

### 平塚駅 - 追分 - 金目駅 - 東海大学正門前 - 秦野駅方面
| 待合室として利用されていた金目駅舎 |  | 七国峠付近 (は62) |
| 待合室として利用されていた金目駅舎 |  | 七国峠付近 (は62) |

- 平71：平塚駅 - 八間通り - 追分 - 南原土手 - 長持 - 金目駅 - 東海大学正門前 - 南平橋 - 片町通り - 秦野駅
- 平72：平塚駅 - 八間通り - 追分 - 南原土手 - 長持 - 金目駅 - 東海大学正門前 - 東海大学（臨時）
- 平74：平塚駅 - 八間通り - 追分 - 南原土手 - 長持 - 金目駅 - 東海大学正門前 - 下大槻団地 - 才ヶ分 - 片町通り - 秦野駅
- 平74：平塚駅 → 八間通り → 追分 → 南原土手 → 長持 → 金目駅 → 東海大学正門前 → 下大槻団地 → 才ヶ分 → 片町通り → 秦野駅（深夜バス）
- 平75：平塚駅 - 八間通り - 追分 - 南原土手 - 長持 - 金目駅 - 東海大学正門前 - 七国峠 - 東名秦野 - 大竹 - 秦野駅南口
- 平75：平塚駅 - 八間通り - 追分 - 南原土手 - 長持 - 金目駅 - 東海大学正門前 - 土屋霊園 - 七国峠 - 東名秦野 - 大竹 - 秦野駅南口（彼岸、お盆時に運行）
- 平78：平塚駅 → 八間通り → 追分 → 南原土手 → 長持
- 平79：平塚支援学校前 → 長持 → 南原土手 → 追分 → 八間通り → 平塚駅（平塚営業所と共同運行）
- 秦40：東海大学 → 東海大学正門前 → 土屋橋 → 南平橋 → 片町通り → 秦野駅（土曜・休日運休）

東海道線平塚駅から県道平塚秦野線を経由して小田急小田原線秦野駅へ向かう路線で、国鉄時代はこの路線において連絡運輸を取り扱っていた。路線名は「秦野線」となっていたが、これは平塚 - 金目（かなめ） - 秦野町 - 南秦野間の名称で、現在の平71が該当する。前身である秦野自動車が1921年に運行を開始して以来の歴史ある路線で、途中の金目駅停留所には2000年代まで駅舎が残っており、バス待合室として利用されていた。1990年代には平71・74合わせて毎時4～5本程度が確保されていたが、2017年11月3日のダイヤ改正で平日の日中時間帯および土曜・休日のほぼ終日に渡って減便された。
平72は東海大学で折り返す区間便で、1990年代に経路変更が実施されたために平77となったが、通常ダイヤでの設定は無く湘南ひらつか七夕まつり開催時などに臨時便として運行される（行先表示器がLED化された後は系統番号を表示しないこともある）。平74は土屋橋～河原町間で県道平塚秦野線を離れ、UR都市機構下大槻団地を経由する系統で、秦野駅方向に深夜バスが設定されている。途中の欠ノ上・室川橋停留所は前述の平71とは異なる停留所に停車しており、特に欠ノ上は平71が停車する停留所とは約400m離れているので注意が必要である。以前は平日、土曜に深夜バスが設定されていたが、新型コロナウイルス感染拡大や夜間の利用減少によって、2021年7月24日のダイヤ改正で平日1便（平塚駅23:30発）に減便されている。平75は土屋橋を経由後に七国峠経由で秦野駅へ向かう遠回り路線で、彼岸、お盆時には土屋霊園経由の便が臨時で設定される。
平78・79は平日早朝に運行される平塚側の区間便で、平79は1便目が平塚営業所の担当、2便目は平78の折返しで当営業所が担当する。平78として長持到着後は市道を回送して方向変換し、平79として平塚支援学校前から営業運転を行う。混雑する平塚側の本数確保を目的としており、早朝ながら雨天時などは多くの利用客で混雑している。秦40は前述の平78・79と異なり、秦野側の区間便として設定されている。かつては往復運行が行われていたが、2017年11月3日のダイヤ改正で東海大学方向が廃止され、2021年7月24日のダイヤ改正後は秦野駅方向に平日早朝1便が運行される。
平71・74・75は東海大学構内へは乗り入れず、正門前のみ経由する。正門前から東海大学構内へは徒歩約５分かかるため、注意を要する。

### 平塚駅 - 金目駅 - 東海大学1号館前 - 東海大学前駅南口方面
- 平73：平塚駅 - 市役所前 - 横浜ゴム前 - 追分 - 南原土手 - 纏公民館前 - 広川 - 金目駅 - 東海大学1号館前 - 東海大学前駅南口

平塚駅と東海大学前駅を市役所前・広川・東海大学1号館前経由で結ぶ路線で、毎時1便程度が確保されている。2024年12月16日経路変更ダイヤ改正以前は東海大学構内（南門前）までの運行だったが、東海大学前駅南口のロータリー内に新たなバス乗り場が整備され、平77と共に東海大学1号館前を経由して東海大学前駅南口への乗り入れを開始した（同時に「東海大学東」停留所と「北金目」停留所も新設）。
- 平77：平塚駅 - 新豊田道 - 諏訪町 - 平塚農商高校 - 市民病院 - 南原土手 - 長持 - 金目駅 - 東海大学1号館前 - 東海大学前駅南口

平塚駅と東海大学前駅を市民病院・東海大学1号館前経由で結ぶ路線で、毎時1便が確保されているが、土曜・休日は9時台から15時台のみに限定されている（2024年12月現在）。平塚駅北口から市民病院間は平塚営業所の平22と同一、南原土手から金目駅までは平71・平74・平75と同一、南金目から東海大学前駅南口は平73と同一経路で運行される。上記の平72（平塚駅 - 追分 - 金目駅 - 東海大学）の経路変更によって1990年代に新設された市民病院経由の路線で、2024年12月16日経路変更ダイヤ改正以前は東海大学構内（南門前）までの運行だったが、平73と共に東海大学1号館前を経由して東海大学前駅南口への乗り入れを開始した。

### 平塚駅 - 公所 - 神奈川大学 - 秦野駅南口方面
- 平76：平塚駅 - 市役所前 - 横浜ゴム前 - 追分 - 南原土手 - 坂間 - 公所 - 中沢橋 - 神奈川大学 - 七国峠 - 東名秦野 - 大竹 - 秦野駅南口
- 平76：平塚駅 - 市役所前 - 横浜ゴム前 - 追分 - 南原土手 - 坂間 - 公所 - 中沢橋 - 神奈川大学 - 土屋霊園 - 七国峠 - 東名秦野 - 大竹 - 秦野駅南口（彼岸、お盆時のみ運行）

平塚駅から神奈川大学・七国峠経由で秦野駅へ向かう路線で、平75と同様に彼岸、お盆時には土屋霊園経由便が設定される。なお、神奈川大学湘南ひらつかキャンパス開学以来、閉鎖されるまで神奈川大学構内には乗り入れなかった。

### 平塚駅 - 二宮駅方面
- 平46：二宮駅南口 → さざれ石 → 古花水 → 平塚駅（土曜・休日運休）
- 平47：平塚駅 - 古花水 - 大磯駅 - 二宮駅南口

平塚駅と二宮駅を結ぶ路線で、1963年の「全国バス路線便覧」には既に「平塚駅 - 大磯さゞれ石 - 二宮駅」「平塚駅 - 化粧坂 - 大磯駅」が記載されており、1960年代には小田原駅まで延伸されている。そのうち、平46・47は2016年3月26日に平塚営業所から移管された。平46と平47の違いは大磯駅経由かさざれ石経由かだけで、2022年までは昼間は毎時各1本が交互に運転されていたが、2022年5月16日のダイヤ改正で平46の二宮駅方向が廃止され、平46は平塚駅方向が平日昼間2本のみとなり、平47が毎時2本となった。

### 秦野駅 - 蓑毛・ヤビツ峠方面
| 海抜520m地点の菜の花台 (は082) |  | ヤビツ峠 (は05) |
| 海抜520m地点の菜の花台 (は082) |  | ヤビツ峠 (は05) |

- 秦19：秦野駅 → 仲宿 → 末広小学校前 → 名古木 → 藤棚
- 秦19：藤棚 → 名古木 → 末広小学校前 → 仲宿 → 秦野駅（土曜・休日運休）
- 秦20：秦野駅 - 仲宿 - 末広小学校前 - 名古木 - 藤棚 - 蓑毛
- 秦21：秦野駅 - 仲宿 - 末広小学校前 - 名古木 - 藤棚 - 蓑毛 - 菜の花台 - ヤビツ峠

秦野駅から市北部の藤棚・蓑毛地区およびその先の菜の花台・ヤビツ峠へ向かう路線で、終点・ヤビツ峠は海抜761mと、神奈川中央交通の一般路線停留所では最高地点に位置する。冬期も原則運行されるが、積雪などによって蓑毛以遠が運休となることもあるため、利用の際には神奈川中央交通公式ホームページで運行状況を確認することを勧める。なお、観光シーズンなどには続行便が設定されることもある。2021年7月24日のダイヤ改正で藤棚発着の秦19が新設されたが、2022年5月16日のダイヤ改正で秦野駅方向は土曜・休日が運休となった。

### 秦野駅 - 曽屋弘法方面
- 秦25：秦野駅 - 仲宿 - 末広小学校前 - 御岳神社入口 - 曽屋弘法

曽屋方面への唯一の路線だが、平日朝夕および土曜・休日の日中時間帯のみ運行される。2018年6月18日より1年間限定の予定として、平日の日中時間帯に2往復が実証運行され始め、2021年2月現在も継続している。以前存在した秦24（秦野駅 - 鶴巻温泉駅）を善波峠を挟んで西側を存続させているもので、東側の一部区間は伊勢原営業所管内の路線が運行している。

### 秦野駅 - 神奈川大学方面

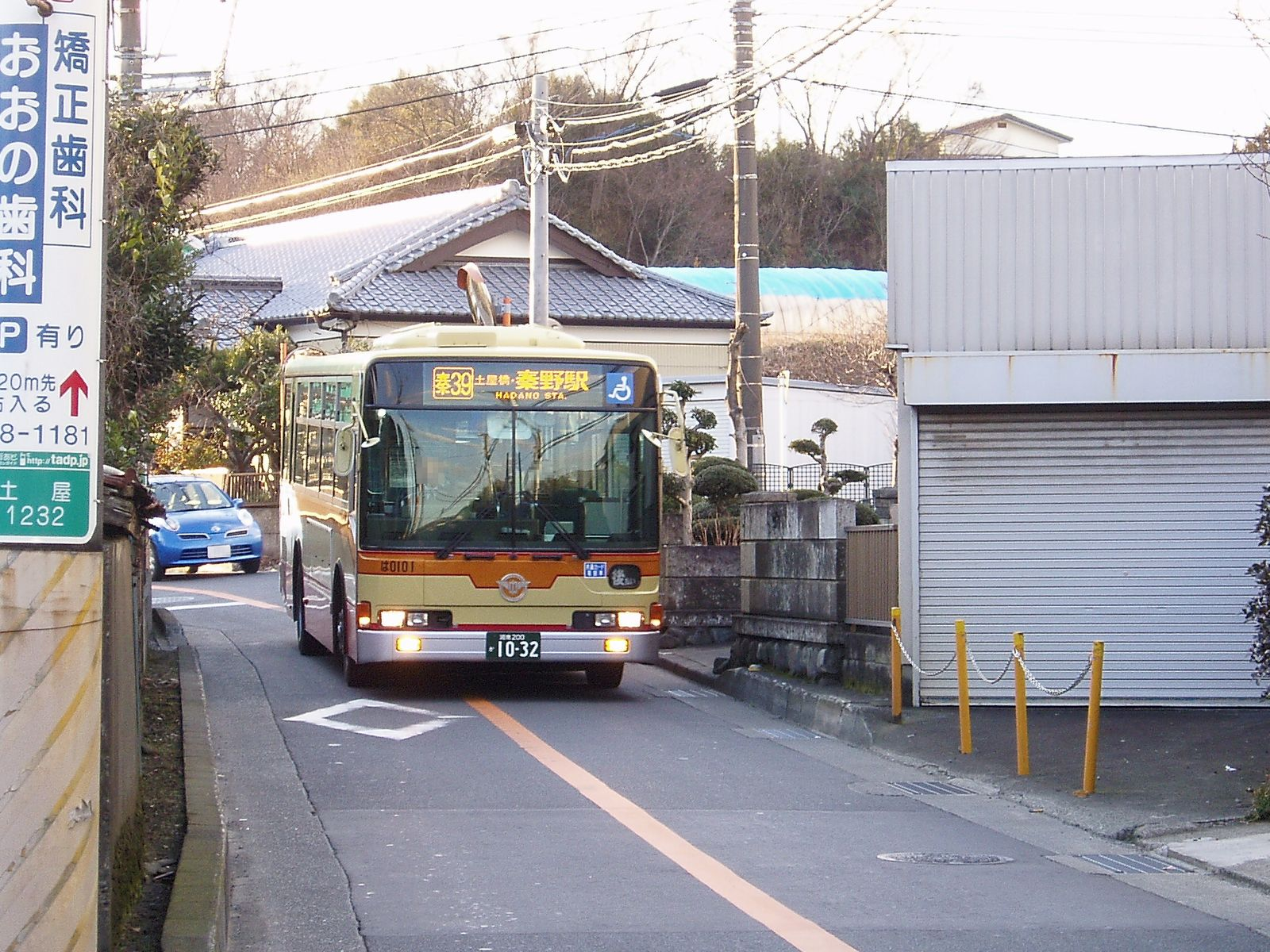
寺分付近 (は0101)

- 秦38：秦野駅 -（直行）- 室川橋 - 下大槻 - 南平橋 - 湘南老人ホーム前 - 遠藤原 - 神奈川大学

小田急小田原線秦野駅から神奈川大学湘南ひらつかキャンパスへのアクセス路線で、キャンパス開設（当時は「平塚キャンパス」）の1989年4月1日に土屋橋経由の秦39が新設された。当初は全便を土屋橋経由で運行していたが、1996年4月1日に遠藤原経由の秦38が新設された際に大多数を振り替え、平日早朝の秦野駅発を大学構内へ乗り入れるように変更し、「神奈川大学校舎前」停留所を新設した。大学構内乗り入れ当初は、正門前の神奈川大学停留所を通過していたが、2002年4月1日より両路線とも大学構内発着となり、同時に全便が神奈川大学停留所にも停車するようになった。
2016年7月31日のダイヤ改正で、秦野駅から室川橋まで水無川に沿って直行で結ぶ経路へ変更された。
2023年2月18日のダイヤ改正で、秦39が廃止となり、秦38は大学構内乗り入れを取り止めた。

### 秦野駅 - 東海大学北門 - 東海大学前駅方面
- 秦44：秦野駅 - 片町通り - 室川橋 - 秦野高校前 - 下大槻団地 - 東海大学北門 - 東海大学前駅南口 - 鶴巻温泉駅南口
- 秦44：鶴巻温泉駅南口 → 東海大学前駅南口 → 東海大学北門 → 下大槻団地 → 秦野高校前 → 室川橋 → 片町通り → 秦野駅（深夜バス）
- 秦45：秦野駅 - 片町通り - 室川橋 - 秦野高校前 - 下大槻団地 - 東海大学北門 - 東海大学前駅南口
- 秦46：秦野駅 → 片町通り → 室川橋 → 秦野高校前 → 下大槻団地
- 巻02：鶴巻温泉駅南口 - 東海大学前駅南口 -  東海大学北門 - 下大槻団地
- 学04：東海大学前駅南口 - 東海大学北門 - 下大槻団地

秦野駅から県道62号線の一つ上の道路を走り、小田急小田原線の踏切を超えて東海大学北門方面へ向かう路線である。秦44・巻02は東海大学前駅南口ロータリーの供用開始によって2008年9月22日から乗り入れを開始した路線で、従来まで運行されてきた巻01・秦43のうち、前者は巻02へ変更、後者も早朝2便の秦43を残して全て秦44へ変更、2011年1月16日のダイヤ改正で秦45と、東海大学前駅南口発着の学04が新設されると同時に秦43・巻01が廃止され、全便が東海大学前駅南口に乗り入れるようになった。2018年8月11日から鶴巻温泉駅南口ロータリー乗り入れ開始に伴い、南口発着へ変更された。

### 秦野駅 - くず葉台 - 神奈川病院循環

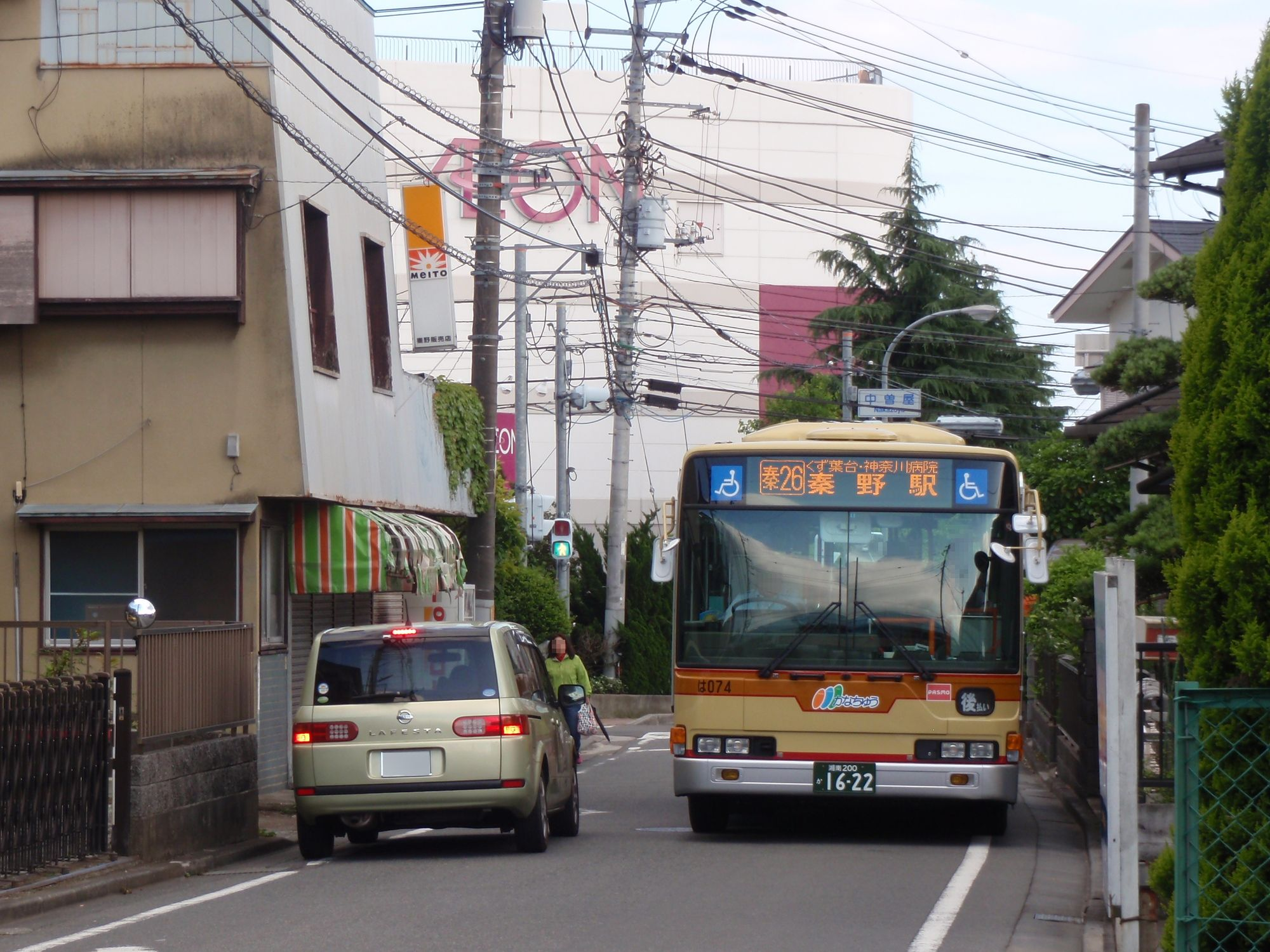
北原付近 (は074)

- 秦22：秦野駅 - 仲宿 - 末広小学校前 - 神奈川病院
- 秦23：秦野駅 - 仲宿 - ジョイフルタウン - くず葉台 - 東田原 - 藤棚
- 秦26：秦野駅 → 仲宿 → ジョイフルタウン → くず葉台 → 東田原 → 神奈川病院 → 末広小学校前 → 仲宿 → まほろば大橋 → 秦野駅
- 秦27：秦野駅 → 仲宿 → 末広小学校前 → 神奈川病院 → 東田原 → くず葉台 → ジョイフルタウン → 仲宿 → まほろば大橋 → 秦野駅

秦野駅北部のくず葉台・神奈川病院周辺を大きくラケット状に循環運行する路線群で、時計回りの秦26と反時計回りの秦27が毎時1便程度運行される。秦22・23は区間便で、秦22は末広小学校経由で神奈川病院まで運行するが、全日早朝のみの運行に抑えられている。秦23はくず葉台経由で、前述の秦26の経路を3/4ほど周回してから秦20（秦野駅 - 蓑毛）が経由する藤棚で折り返すもので、神奈川病院は経由しない。秦26・27の「まほろば大橋」は循環区間の運行を終えて秦野駅へ戻る際のみ経由する。

### 秦野駅 - 東名秦野 - 二宮駅方面
| 五分一付近 |  | 強引な省略？により「南5・4丘」と表記された秦63 (は83) |
| 五分一付近 |  | 強引な省略？により「南5・4丘」と表記された秦63 (は83) |

- 秦60：秦野駅南口 - 秦野郵便局前 - 大竹 - 東名秦野 - 上井ノ口 -  岩崎 - 団地中央 - 二宮高校入口 - 二宮駅北口
- 秦60：秦野駅南口 → 片町通り → 秦野郵便局前 → 大竹 → 東名秦野 → 上井ノ口 → 岩崎 → 団地中央 → 二宮高校入口 → 二宮駅北口
- 秦60：二宮駅北口 → 二宮高校入口 → 団地中央 → 岩崎 → 上井ノ口 → 東名秦野 → 大竹 → 秦野郵便局前 → 片町通り → 秦野駅南口（平日運休）
- 秦63：二宮駅北口 → 四ツ谷 → 南5号前 → 団地中央 → 岩崎 → 上井ノ口 → 東名秦野 → 南が丘公園前 → 上尾尻橋 → 秦野駅南口（平日運休）
- 秦70：秦野駅南口 - 上尾尻橋 - 日赤病院 - 東名秦野 - 井ノ口駐在所前 - 西谷戸橋 - 二宮駅北口（土曜・休日運休）
- 秦91：秦野駅南口 - 上尾尻橋 - 秦野総合高校前 - 南が丘公園前 - 東名秦野 - 上井ノ口 - 岩崎 - 団地中央 - 二宮高校入口 - 二宮駅北口

秦野駅から一路南下して東海道線二宮駅方面へ向かう路線群で、かつて湘南軌道の鉄道が走っていた経路である。中井町方面への路線では行先表示などに「ヨーカドー経由」と表記されることがあったが実際には「ヨーカドー」という停留所は存在せず、片町通りを経由せずにイトーヨーカドー秦野店の角を曲がって秦野駅へ向かうことを示している。ちなみにイトーヨーカドー秦野店の最寄り停留所は「秦野郵便局前」だが、ヨーカドーの店舗自体は2017年3月5日に閉店している。これに対し、片町通り経由は通常通り「片町通り経由」として区別される。
秦60は前述の「ヨーカドー経由」便が主流で、1時間に1便程度が運行される一方で「片町通り経由」は二宮方向は各日15時台に1便、秦野方向は土曜10時台と日曜10・12時台の運行である。秦91は南が丘を経由し、東名秦野 - 二宮駅間は秦60と同一経路で運行される。この系統も1時間に1便程度が設定されており、秦野 - 二宮間は両系統を合わせて毎時2本以上が運行されている。
秦63は二宮駅から秦野駅を二宮団地経由で運行する片道路線で、平日・土曜の深夜バスおよび日曜・休日の夜間に1～2便が設定されていた。2020年9月5日のダイヤ改正で土曜の深夜バスが廃止され、2021年7月24日に平日も廃止されて以降は土曜・休日の夜間に1便が設定されるのみとなっている（二宮駅22:05発）。秦63の最大の特徴として行先表示の経由地表記が挙げられ、経由地表示は「南5・4丘」と表記されている。これは二宮団地内に存在する停留所の「南5号前・南4号前」と秦野駅南部の「南が丘」経由をまとめて表したもので、以前は時刻表でも「（南）5・4（号・）南が丘経由」と表記されていた。前述の秦60が団地中央経由で四ツ谷は経由しないのに対し、秦63は四ツ谷・南5号前を経由する。なお、二宮駅方向は開設当初から設定されていない。
秦70も同様に秦野駅と二宮駅を結ぶ路線だが、葛川を挟んだ一つ隣の新道（県道71号バイパス）経由で運行される急行路線で、平日朝夕のみ運行される。秦野側では秦60・秦91とは別経路を通る。

### 秦野駅 - 南が丘公園方面

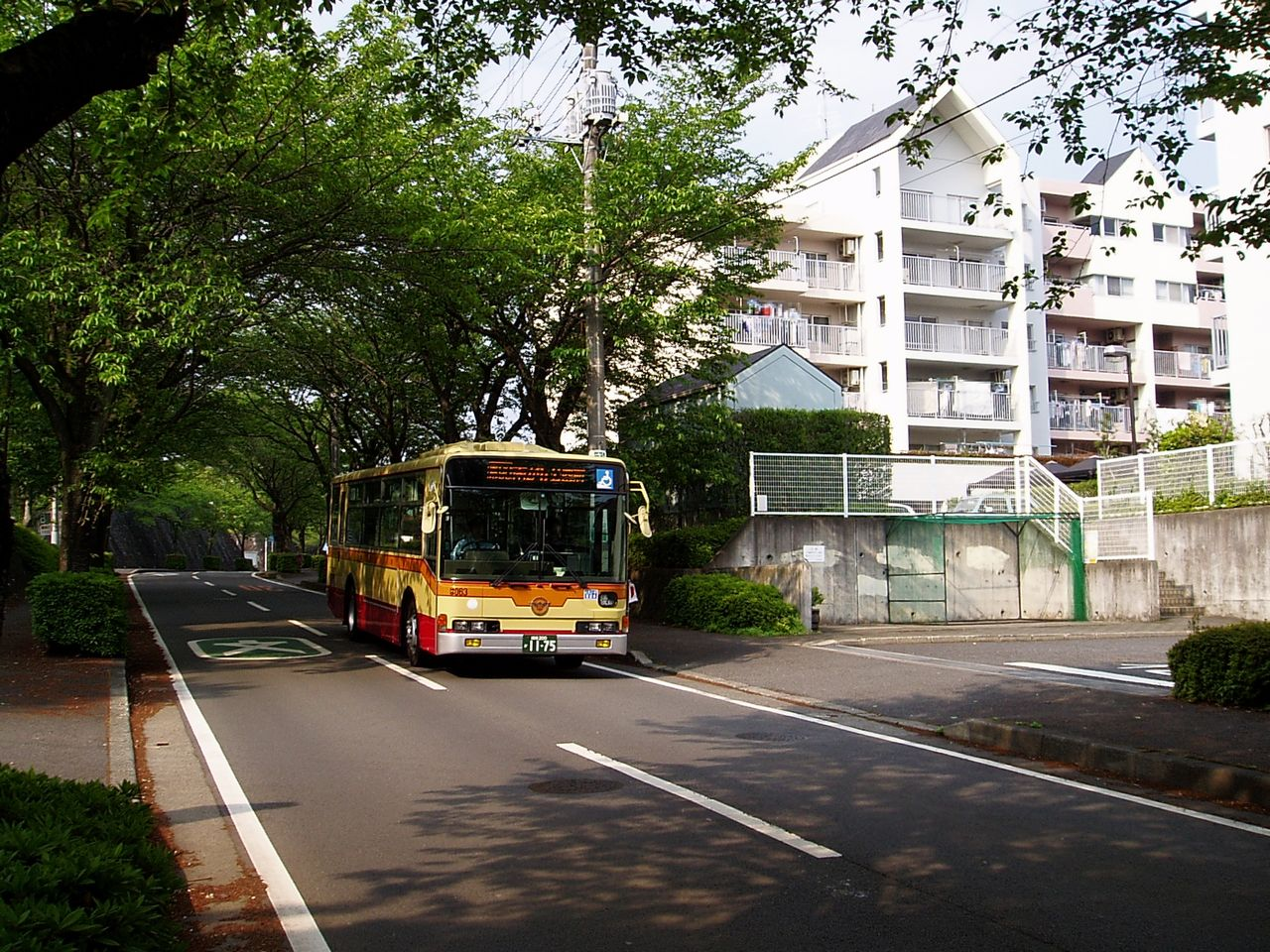
南が丘センター付近 (は063)

- 秦90：秦野駅南口 - 上尾尻橋 - 秦野総合高校前 - 南が丘公園前

秦野駅から南部の南が丘地区へ向かう路線で、上記の秦91の区間便の形である。秦91と合わせると平日は毎時5便、土曜・休日は毎時4便程度が運行されている。以前は深夜バスが秦65として運行していたが、2021年7月24日に廃止されている。

### 秦野駅 - 日赤病院 - 中井町役場方面
- 秦92：秦野駅南口 - 上尾尻橋 - 日赤病院 - 立野緑地入口 - 東名秦野 - 上井ノ口 - 才戸 - 中井町役場入口[13]
- 秦96：秦野駅南口 - 上尾尻橋 - 日赤病院 - 東名秦野 - グリーンテク中央 - 中井町役場入口

秦野駅と中井町役場を結ぶ路線で、平日朝の中井方面と、夕方以降の秦野方面の一部便はグリーンテクを経由する秦96で運行される。平日は毎時2便程度、土曜・休日は毎時1便程度が設定されている。

### 秦野駅 - 畑中 - 万年橋方面

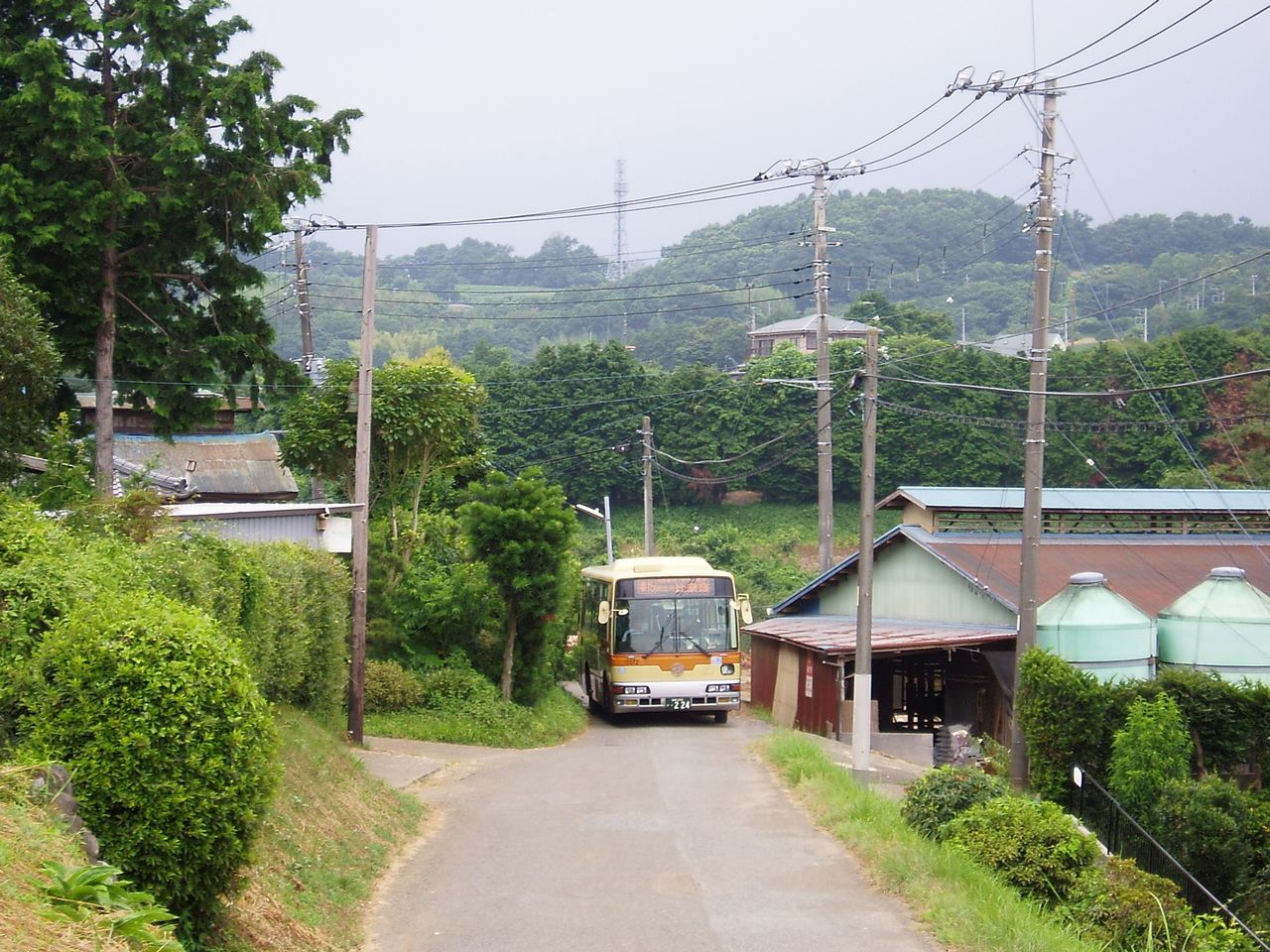
本境付近 (は072)

- 秦07：秦野駅 - 白笹稲荷神社入口（臨時）
- 秦14：畑中 → 今川町 → 秦野駅
- 秦15：秦野駅 - 今川町 - 畑中 - 震生湖 - 本境 - 才戸 - 藤沢 - 中井役場前 - 万年橋（土曜・休日運休）

秦07は白笹稲荷神社で初午祭開催時に臨時運行される。元は箱根登山鉄道→湘南神奈交バス移管路線で、神奈交バス時代は神07を名乗っていた。神奈中バスウェブサイト上では直行便として案内されているが、実際の運行では途中停留所がアナウンスされる。
秦15は秦野駅から震生湖方面へ向かう路線で、中井町役場から一つ先の万年橋まで運行する。畑中 - 藤沢間は自由乗降区間となっており、停留所以外でも乗降が可能である。2015年3月31日の中井町内路線の再編によって比奈窪（現：中井町役場入口）発着が全廃され、秦14が新設されると同時に、通学時間帯の1便（朝の万年橋行、夕方の秦野駅行）のみ万年橋発着が存続している。同年10月27日より、比奈窪を経由しない経路に変更された。
秦14の経路は秦18と同一で、秦野方向が平日朝1本のみ設定されている。

### 秦野駅 - 羽根方面
- 秦17：秦野駅 - 富士見橋 - 消防庁舎前 - 榎木堂 - くず葉台団地入口 - 羽根

秦野駅から西田原・羽根地区を結ぶ路線で、昼間は毎時1本程度、朝夕は運転本数が増加する。

### 秦野駅 - カルチャーパーク - 渋沢駅方面
- 秦08：秦野駅 - 富士見橋 - カルチャーパーク前 - 文化会館前 - 日立製作所 - 桜土手 - 渋沢駅北口
- 秦11：秦野駅 - 富士見橋 - カルチャーパーク前 - 高砂車庫
- 秦12：秦野駅 - 富士見橋 - カルチャーパーク前 - 三屋出口 - 大倉入口 - 渋沢駅北口

秦野駅から水無川沿いを西進する路線で、秦11は平日毎時4本、土休日毎時3本の高頻度運転が行われている。秦08は毎時2本程度が設定され、水無川をさらに遡ってから渋沢駅へ向かう秦12は1〜4時間に1本程度の運転となっている。
2016年9月17日、運動公園前停留所が「カルチャーパーク前」へ名称変更された。

### 秦野駅 - 日立製作所 - 渋沢駅方面
- 秦18：秦野駅 - 今川町 - 畑中 - 出雲大社入口 - 日立製作所 - 桜土手 - 渋沢駅北口

秦野駅から小田急線の南側に出て平沢地区を経由し、日立製作所から渋沢駅を結ぶ路線で、1-3時間に1本程度の運転である。2002年10月15日までは市役所前経由（今川町非経由）だった。

### 秦野駅 - 榎木堂 - 菩提 - 渋沢駅方面
- 秦50：秦野駅 - 大道 - 榎木堂 - 菩提 - 横野入口
- 秦51：秦野駅 - 大道 - 榎木堂 - 菩提 - 横野入口 - 大倉入口 - 渋沢駅北口
- 秦52：秦野駅 - 大道 - 榎木堂 - 高砂車庫

秦野市の北地区へ県道705号から向かう路線で、中心は秦51である。秦51は菩提から渋沢駅へ向かう路線で、毎時2-5本が設定されている他、秦50は横野入口までの区間便で、秦52はこれらの出入庫便である。

### 秦野駅 - 土橋 - 渋沢駅方面
- 秦55：秦野駅 - 今川町 - 平沢 - 土橋 - 曲松 - 渋沢駅北口

小田急小田原線の線路にほぼ沿い、秦野駅と渋沢駅を最短距離で結ぶ路線で、元々は箱根登山鉄道の路線が新松田駅まで結んでいたもので、2017年1月1日の湘南神奈交バスへの移管・路線分割を経て現在に至る。平日は昼間毎時1-2本の運行で朝夕は本数が増えるが、土休日はおおむね60分間隔の運行となっている。

### 渋沢駅 - 大倉 - 高砂車庫方面
| 大倉付近 (は19) |  | 「丹沢号」ヘッドマーク付き (は27) |
| 大倉付近 (は19) |  | 「丹沢号」ヘッドマーク付き (は27) |

- 渋02：渋沢駅北口 - 中道 - 堀川 - 大倉入口 - 蔵林寺 - 大倉
- 秦53：渋沢駅北口 - 中道 - 堀川 - 大倉入口 - 横野入口 - 菩提 - 戸川入口 - 羽根入口 - 高砂車庫

渋沢駅から秦野市北西部、秦野戸川公園近くの大倉方面へ向かう路線と、戸川・横野・菩薩・羽根の各地区を経由して高砂車庫へ向かう出入庫路線である。渋02の終点・大倉は秦野戸川公園や大倉尾根登山口の近くに位置する。大倉入口 - 大倉間は自由乗降区間となっており、停留所以外でも乗降が可能である。毎時2本程度運行され、土休日朝の大倉方向、夕方の渋沢方向はそれぞれ4本程度が運行される。
1987年から数年間に渡って、休日の渋沢駅北口8:45発の便は「丹沢号」のヘッドマークが取り付けられた。これは小田急小田原線において、新宿7:11発の急行小田原行きが「丹沢号」として運行され、渋沢駅で接続するものである。当時の渋沢駅は狭隘スペースに複数のバスが様々な行先を表示して停車しており、行楽輸送だけでなく誤乗防止としての掲示でもあった。ヘッドマークについては、通常使用しない平日・土曜には渋沢駅前サービスセンターに保管され、運用時のみ予定車両に掲示していた。なお、ヘッドマーク掲出にはかつて使用していた冷房車ヘッドマークのステーを流用したが、同年6月以降に導入された車両は当初から冷房車であるためにヘッドマークを掲示する部品が設置されていないため、事前にステーが取り付けられていた。
秦53は全区間が秦51の経路をたどる出入庫便で、行先方向幕にはかつて「共通定期券取扱車」と書かれていたことがあったが、これは湘南神奈交バス設立の経緯から、当初は神奈川中央交通と湘南神奈交バスの共同運行路線だったためである。

### 渋沢駅 - 戸川台 - 羽根方面
- 秦54：秦野駅 - 大道 - 榎木堂 - 羽根入口 - 戸川台 - 桜土手 - 渋沢駅北口（土曜・休日運休）
- 渋05：渋沢駅北口 - 桜土手 - 戸川台 - 羽根入口 - 高砂車庫

2014年5月26日に新設された路線である。渋05は出入庫路線を兼ねている。秦54は平日の朝から夕方までの運行で、土曜・休日は運休する。

### 渋沢駅 - 峠・千村台方面

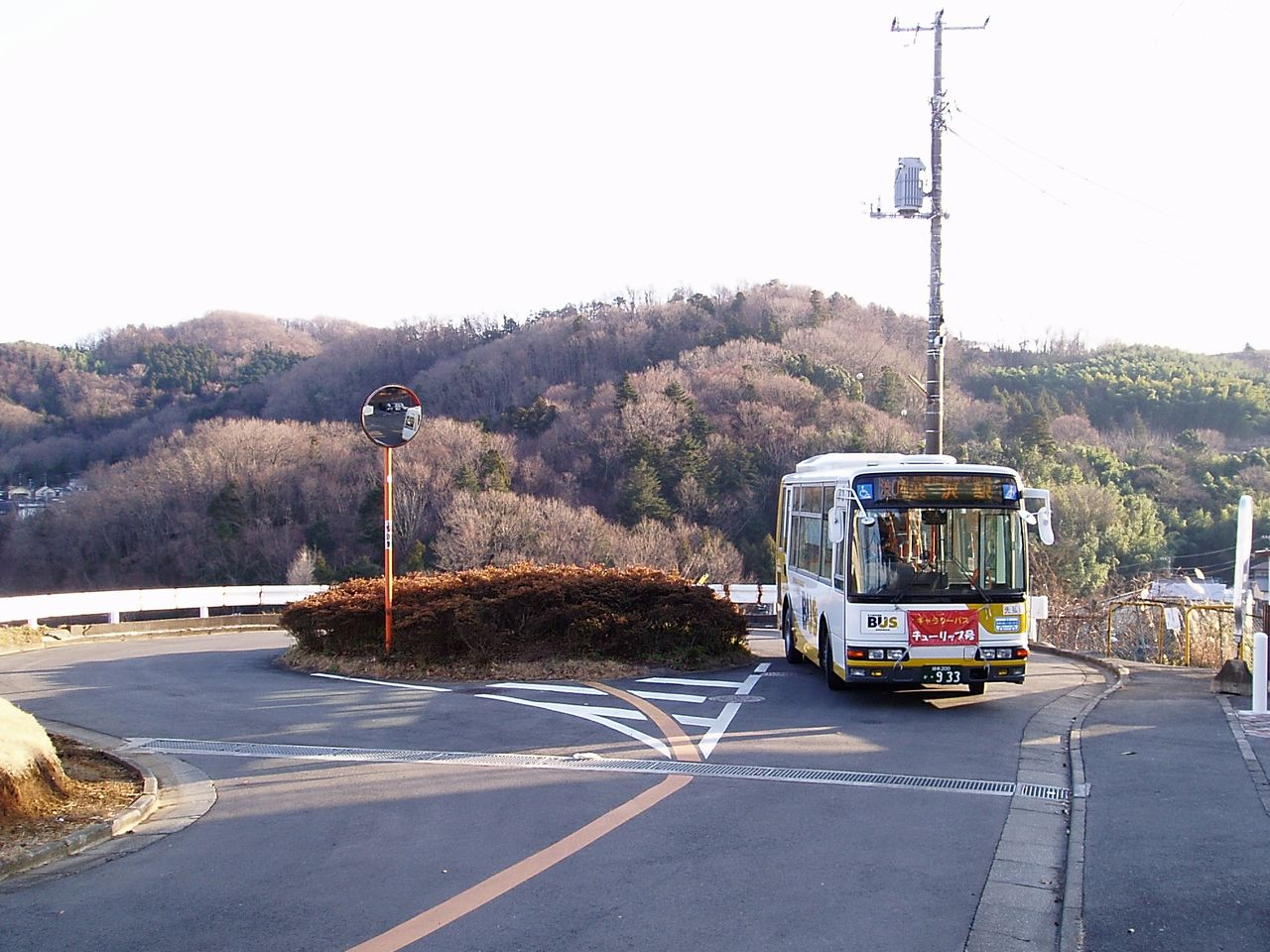
千村台 (か1007)

- 渋03：峠 - 堂坂 - 渋沢小学校入口 - 渋沢駅南口 - 萩が丘 - 東原 - やまの台緑地 - 千村台
- 渋04：渋沢駅南口 - 萩が丘 - 東原 - やまの台緑地 - 千村台

渋沢駅南口と千村台および南部の峠を結ぶ路線で。朝夕を中心に区間便である渋04が運転されている。渋沢小学校入口 - 峠間は自由乗降区間となっており、停留所以外でも乗降が可能である。

### 国府津駅 - 橘団地方面
- 国04：国府津駅 - 押切 - 鐘藪 - 橘団地
- 国05：国府津駅 - 押切 - 橘タウンセンター前 - テクノパーク中央 - テクノパーク北 - 橘団地（土曜・休日運休）
- 国06：国府津駅 → 押切 → テクノパーク中央 → テクノパーク北 → 鐘藪 → 押切 → 国府津駅（テクノパーク循環）

国府津駅を発着する路線群で、中心は橘団地方面へ向かう国04・05である。平日、土曜・休日とも4往復が運行されるが、平日3往復はテクノパーク中央経由の国05として運行され、土曜・休日は全便が国04で運行される。テクノパークを循環運行する国06は2017年9月16日に新設された。2022年3月12日のダイヤ改正で国05が往復運行となり、国06は土曜・休日の運行が開始された。

### 二宮駅 - 中井町役場方面
- 二30：二宮駅南口 - 押切 - 鐘藪 - 下小竹 - 坂呂橋 - 万年橋 - 中井役場前 - 中井町役場入口
- 二32：二宮駅南口 - 押切 - テクノパーク中央 - テクノパーク北 - 坂呂橋 - 万年橋 - 中井役場前 - 中井町役場入口（土曜・休日運休）

二宮駅と中井町役場入口を結ぶ路線で、2016年3月26日のダイヤ改正で二30の経路を変更した実証運行として二32が新設された。この実証運行は2019年3月まで行われ、正式に運行が開始された。現在では二32が平日早朝の中井町役場方向、夕方の二宮駅方向に設定され、土曜・休日は運休する。

### 二宮駅 - 二宮団地・橘団地方面

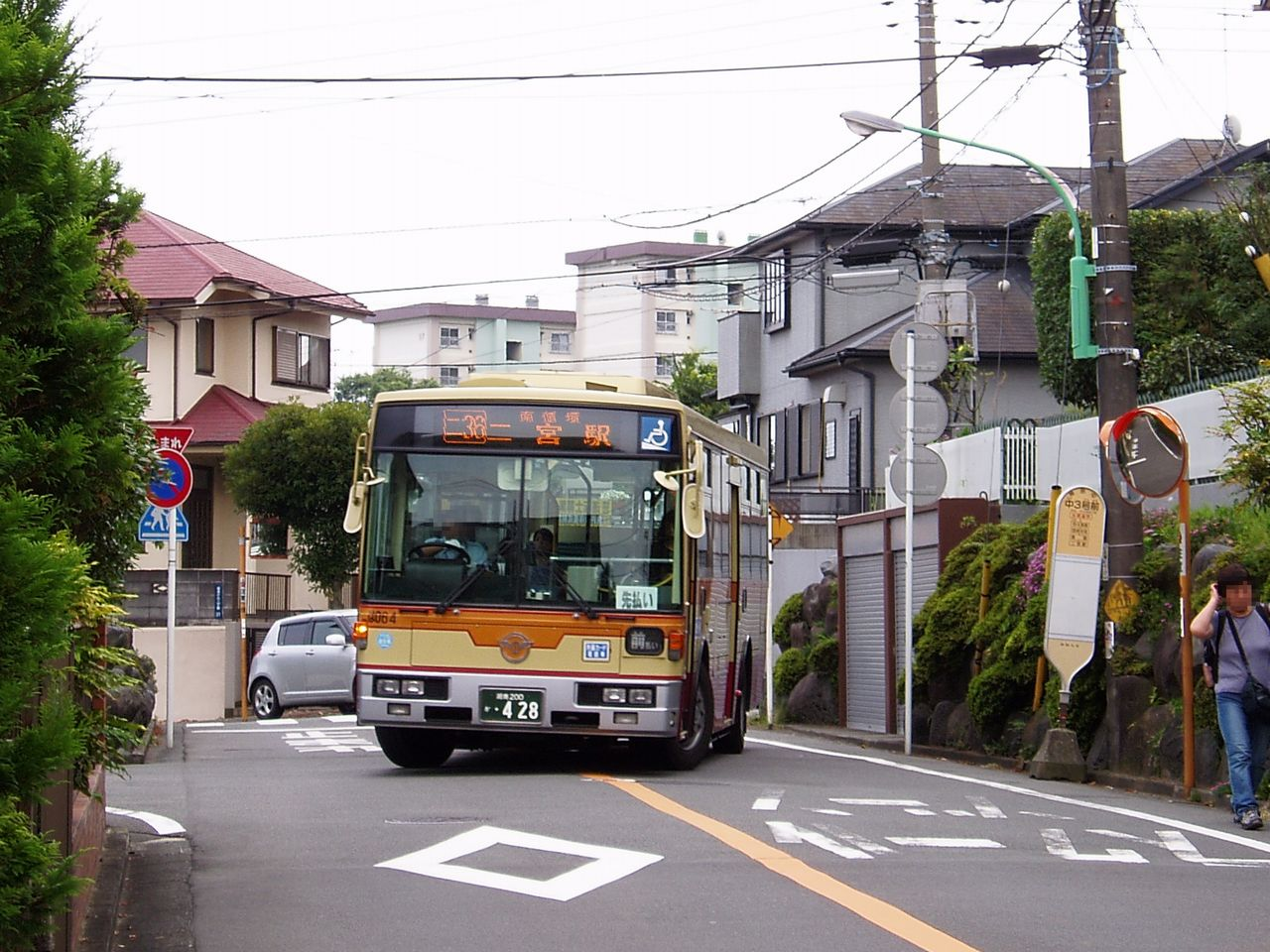
二宮団地(中3号)付近 (は064)

- 二33：二宮駅北口 - 四ツ谷 - 南1号前 - 北3号前 - 団地中央
- 二34：二宮駅北口 → 中里 → 団地中央 → 中央公園前 → 緑が丘南 → 緑が丘三丁目 → 緑が丘二丁目 → 団地中央 → 二宮駅北口（湘南緑が丘循環）
- 二35：二宮駅北口 → 四ツ谷 → 南5号前 → 団地中央 → 北4号前 → 北6号前 → 団地中央 → 南5号前 → 四ツ谷 → 二宮駅北口（二宮団地北循環）
- 二36：二宮駅北口 → 四ツ谷 → 南5号前 → 団地中央 → 中2号前 → 南2号前 → 中3号前 → 団地中央 → 南5号前 → 四ツ谷 → 二宮駅北口（二宮団地南循環）
- 二37：二宮駅北口 → 中里 → 中央公園前 → 緑が丘南 → 緑が丘三丁目 → 緑が丘二丁目 → 二宮駅北口（湘南緑が丘循環）
- 二38：二宮駅北口 - 四ツ谷 - 南3号前 - 橘団地
- 二39：中央公園前 → 緑が丘南 → 緑が丘三丁目 → 緑が丘二丁目 → 団地中央 → 二宮駅北口
- 二41：二宮駅北口 - 釜野 - 南3号前 - 橘団地
- 二43：中央公園前 → 緑が丘南 → 緑が丘三丁目 → 緑が丘二丁目 → 二宮駅北口
- 二44：二宮駅北口 → 中里 → 団地中央 → 中央公園前 → 緑が丘南 → 緑が丘三丁目 → 緑が丘二丁目
- 二45：二宮駅北口 → 中里 → 中央公園前 → 緑が丘南 → 緑が丘三丁目 → 緑が丘二丁目

東海道線二宮駅から北西部の二宮団地方面へ向かう路線群で、一部は二宮団地南側を経由し、小田原厚木道路に沿って西進した先の橘団地へ向かう。二宮団地までの路線のうち、団地外周を回る二33は朝と夕方以降の運行で、朝は二宮駅方向、夕方以降に多く運行されるが、団地内部を巡回する二35・二36は昼間時間帯のみ運行される。四ツ谷経由で橘団地へ向かう二38は、2022年3月12日の二46～49廃止に伴い、平日・土休日とも朝～夕方までの毎時1本程度運行となった。
釜野経由便は、いずれも平日は朝と夜間の運転であり、平日昼間の釜野地区へは二宮町コミュニティバスが、橘団地へは二38が補完している。二38の運行時間外である朝と夜間以降は橘団地行は全て二41となっており、土休日はそれに加え昼間時間帯にも3時間毎に二38を置き換える形で運転されている。

### 東海大学前駅 - オレンジヒル循環
- 学01：東海大学前駅 → 宮田 → 瓜生野 → オレンジヒル → 宮田 → 東海大学前駅（オレンジヒル循環）
- 学02：東海大学前駅 → 宮田 → 瓜生野 → オレンジヒル
- 学03：瓜生野 → オレンジヒル → 宮田 → 東海大学前駅

東海大学前駅北口から西に行ったところにある当系統専用の折り返し場から弘法山麓のオレンジヒルを巡回する路線で、循環系統の学01はおおむね毎時3便が運行され、朝に学03、夜に学02の区間便も運行される。

## 廃止・移管路線
停留所名称は全て、廃止当時のものとする。

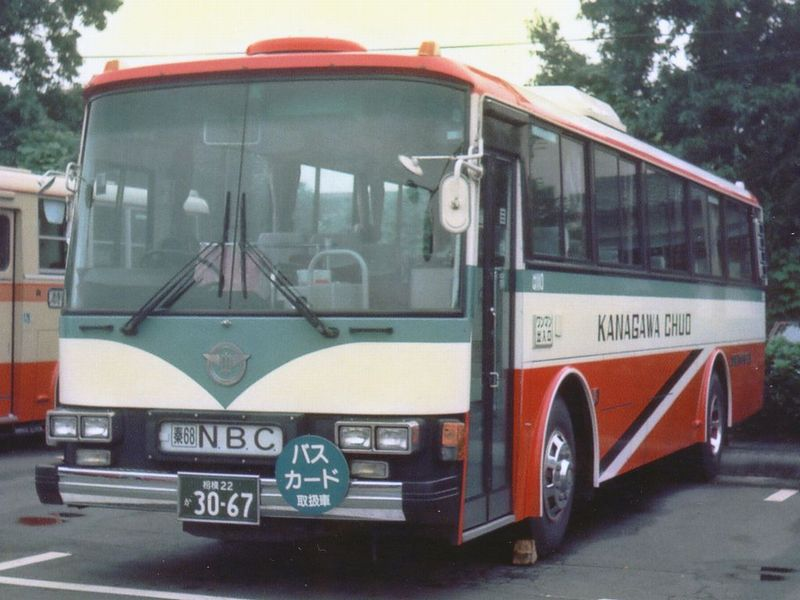
2007年廃止の日立情報線で使用された貸切兼用車。こちらは初代で行先表示は改称前のNBC行き (は110)

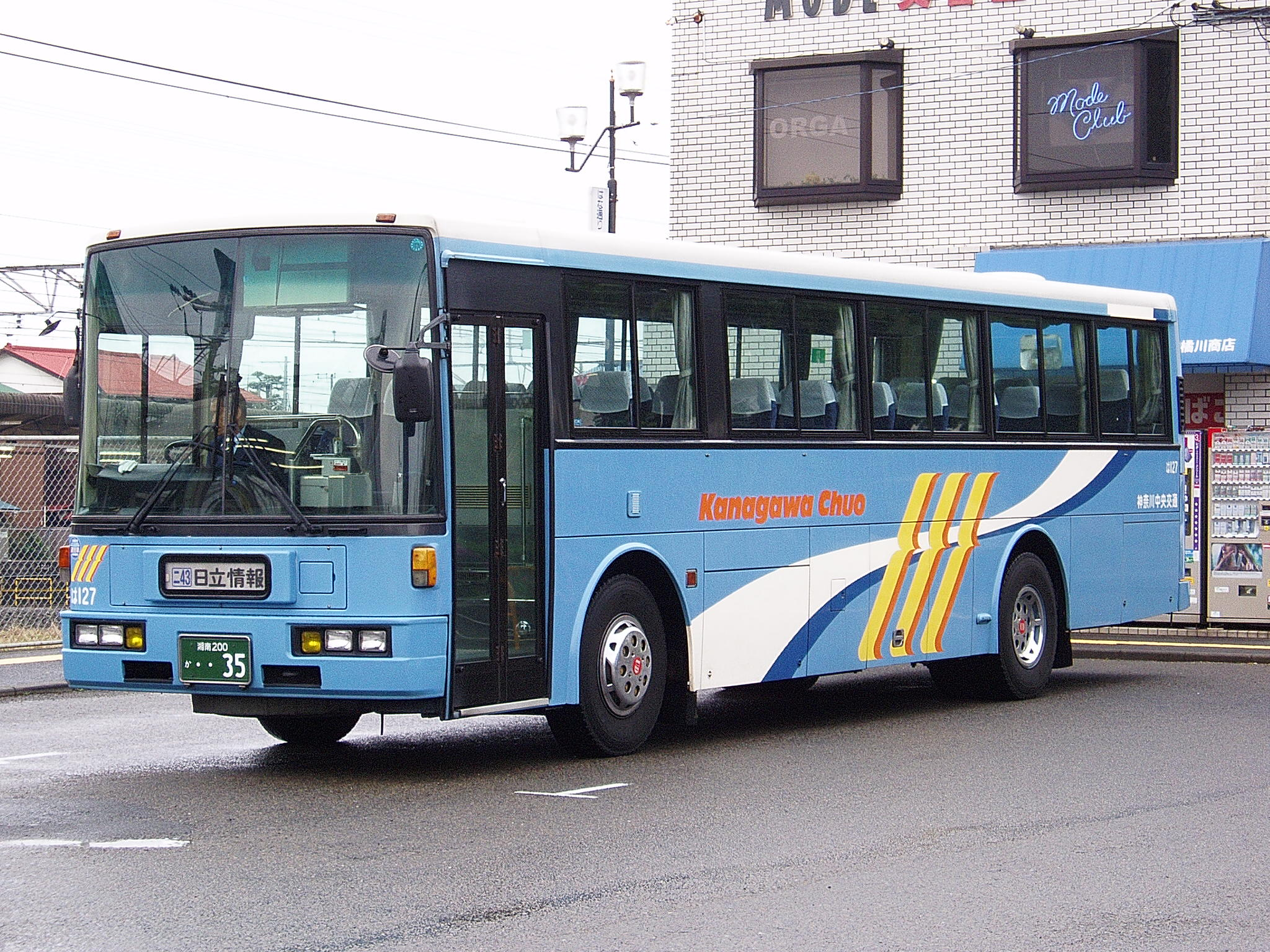
2代目の車両。秦野駅以外に二宮駅からも運行された (は127)

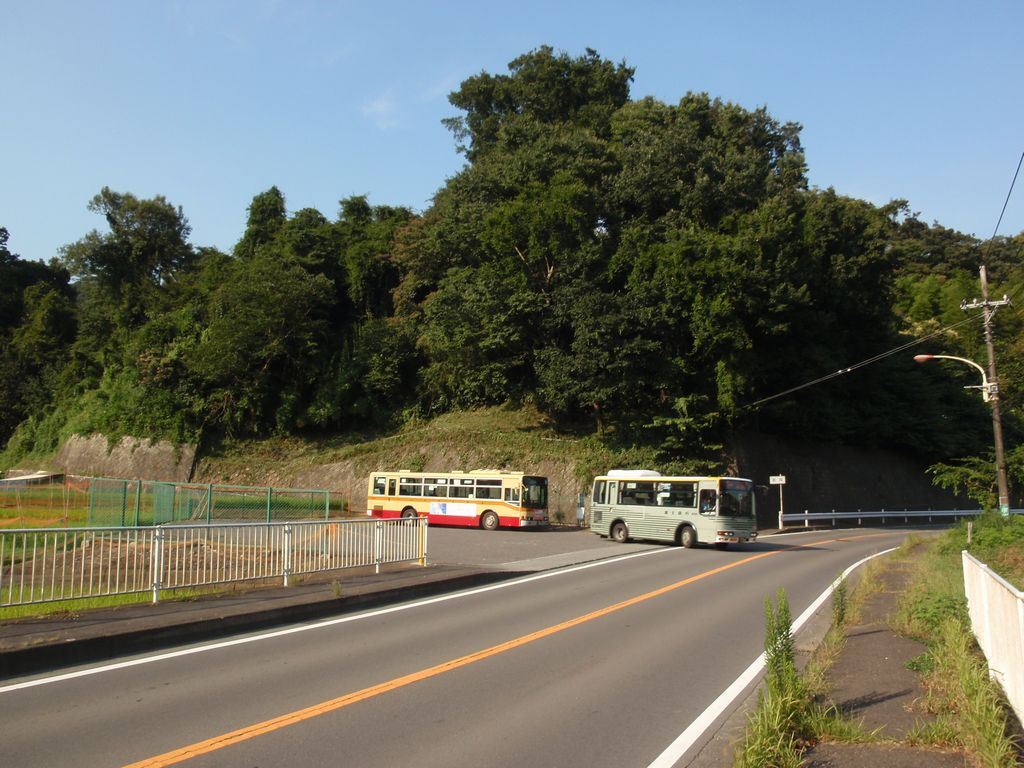
二31は高尾で富士急湘南バスと接続していた

- 平43：平塚駅北口 - 八間通り - 豊田道 - 古花水 - 長者町 - 大磯駅 - 城山公園前 - 国府新宿 - 二宮駅南口 - 押切 - 国府津駅

2016年3月26日に平塚営業所から移管された路線の一つで、同時に移管された平46（平塚駅 - さざれ石 - 二宮駅）、平47（平塚駅 - 大磯駅 - 二宮駅）が二宮駅で折り返すのに対し、国府津駅まで運行していた。移管から半年後の2017年9月16日のダイヤ改正で平43のみ廃止された。
- 平46：平塚駅北口 → 古花水 → さざれ石 → 二宮駅南口

2022年5月16日のダイヤ改正で二宮駅方向のみ廃止された。
- 平47：平塚駅北口 → 八間通り → 豊田道 → 古花水 → 長者町 → 大磯駅 → 城山公園前 → 国府新宿 → 二宮駅南口（深夜バス）（土曜・休日運休）

2016年3月26日に新設された片道運行の深夜バスで、2021年7月24日に廃止された。
- 平70（急行）：平塚駅北口 - 東海大学1号館前 - 東海大学前駅南口（記載停留所のみ停車）

　　2022年4月1日のダイヤ改正で平塚営業所の担当として新設された急行便の路線で、2023年2月18日のダイヤ改正で秦野営業所に移管された路線。上記の停留所以外は全て通過し、平塚駅と東海大学前駅を東海大学1号館前経由の直行で結ぶ。日曜・休日および東海大学休校日は運休する。平塚駅北口から県道61号線の豊田本郷駅までは平92（平塚駅北口 -  ふじみ野- 伊勢原駅南口）と同一、その先の高砂交差点までは平94（平塚駅北口 -  大住中学校前- 伊勢原駅南口）と同一、その先は東海大学湘南校舎北門付近の交差点まで平塚市道真土金目線・北金目真田線を経由し、そこから東海大学前駅までは秦野営業所の各系統と同一経路を辿る。真土金目線・北金目真田線の区間では塚越古墳バス停付近を走行する巻12（鶴巻温泉駅 - 東海大学）が一部走行するのを除いてバス路線が設定されておらず、巻12も含めてこの区間では近隣に停留所がほとんど存在しない状況だったが、平70の新設と同時に北金目真田線に「東海大学1号館前」停留所が新設された。平73・平77も2024年12月16日に東海大学1号館前を経由して東海大学前駅南口への乗り入れを開始したが、平70は、2025年1月28日から春季休校運休し、再開されることなく2025年3月31日をもって運行を終了した。
- 平73：平塚駅 - 市役所前 - 横浜ゴム前 - 追分 - 南原土手 - 纏公民館前 - 広川 - 金目駅 - 東海大学正門前 - 東海大学

長年、東海大学南門へ乗り入れる路線だったが、2024年12月16日ダイヤ改正で金目駅 - 東海大学間を廃止し、東海大学1号館前を経由して東海大学前駅南口へ乗り入れるように変更された。
- 平77：平塚駅 - 新豊田道 - 諏訪町 - 平塚農商高校 - 市民病院 - 南原土手 - 長持 - 金目駅 - 東海大学正門前 - 東海大学

1990年代に平72を区間変更して市民病院経由とした路線で、平73と同様に東海大学南門へ乗り入れる路線だったが、2024年12月16日ダイヤ改正で金目駅 - 東海大学間を廃止し、東海大学1号館前を経由して東海大学前駅南口へ乗り入れるように変更された。
- 秦09：秦野駅 - 富士見橋 - 運動公園前 - 文化会館前 - 日立製作所 - 桜土手 - テクノパーク

2003年10月16日のダイヤ改正で廃止された。最末期は1日4便で実際は往復運行ではなく、秦野駅からテクノパークを経由して秦野駅へ戻る循環路線だった。
- 秦10：秦野駅 - 富士見橋 - 運動公園前 - 文化会館前 - 日立製作所

全区間で前述の秦09（秦野駅 - 日立製作所 - テクノパーク）と重複していたが、2015年3月31日のダイヤ改正で廃止された。
- 秦11：秦野駅 → 市役所前 → 富士見橋 → カルチャーパーク前 → 高砂車庫前（深夜バス）（日曜・休日運休）

2020年7月13日に深夜バスのみ廃止された。
- 秦13：秦野駅 - 富士見橋 - 運動公園前 - 文化会館前 - 日立製作所 - 曲松 - 渋沢駅北口（平日・土曜運休）

休日早朝に1往復が運行されていたが、2003年10月16日のダイヤ改正で廃止された。
- 秦14（初代）：秦野駅 - 警察署前 - 畑中

1990年代まで運行していた畑中折返しの路線だが、一旦廃止された後、2015年3月31日に畑中始発の片道運行として復活した。
- 秦15（初代）：秦野駅 - 市役所前 - 今川町三丁目 - 畑中 - 震生湖 - 才戸 - 藤沢 - 比奈窪

比奈窪は現在の中井町役場入口で、畑中 - 藤沢間は自由乗降区間として設定されていた。2002年10月16日のダイヤ改正で今川町経由へ経路変更された。
- 秦15（二代）：秦野駅 - 今川町 - 畑中 - 震生湖 - 才戸 - 藤沢 - 比奈窪
- 秦15（二代）：才戸 → 震生湖 → 畑中 → 今川町 → 秦野駅（土曜・休日運休）

才戸始発は平日早朝1便のみ運行していたが、2015年3月31日の中井町内路線の再編によって廃止され、比奈窪発着は全廃された。現在は系統番号のみ、2008年4月7日に新設された万年橋発着で使用されている。
- 秦15（三代）：秦野駅 - 今川町 - 白笹稲荷神社入口 - 畑中 - 震生湖 - 才戸 - 比奈窪 - 中井役場前 - 万年橋

2008年4月7日に新設された万年橋発着便で、2015年10月27日に開通した比奈窪バイパスによる経路変更によって比奈窪を経由しなくなった。
- 秦16：秦野駅 - 警察署前 - 畑中 - 出雲大社入口 - 日立製作所

1990年代に渋沢駅発着へ延伸され、系統番号も秦18へ変更された。
- 秦17（初代）：秦野駅 - 富士見橋 - 消防庁舎前

1998年5月17日に榎木堂経由で高砂車庫まで延伸され、秦19へ系統番号が変更された。
- 秦18（初代）：秦野駅 - 市役所前 - 今川町三丁目 - 畑中 - 桜土手 - 渋沢駅北口

日立製作所発着だった秦16（秦野駅 - 畑中 - 日立製作所）を渋沢駅発着へ延伸させたものだが、2002年10月16日のダイヤ改正で今川町経由へ経路変更された。
- 秦19（初代）：秦野駅 - 富士見橋 - 消防庁舎前 - 榎木堂 - 高砂車庫

1998年5月18日に秦17（初代）を高砂車庫へ延伸させたものだが利用客が定着せず、2003年10月16日のダイヤ改正で廃止された。
- 秦24：秦野駅 - 仲宿 - 末広小学校前 - 御岳神社入口 - 善波 - 大住台 - 鶴巻温泉駅

2005年3月28日のダイヤ改正で廃止された。
- 秦25（初代）：秦野駅 - 仲宿 - 末広小学校前 - 名古木 - 藤棚

1990年代には廃止されている。2021年7月24日のダイヤ改正で秦19（二代）として復活した。
- 秦31：ヤビツ峠 → 菜の花台 → 蓑毛 → 藤棚 → 名古木 → 名水はだの富士見の湯前 → 秦野駅（実証運行）

2017年10月1日のダイヤ改正で午後に運行される秦21（秦野駅 - 蓑毛 - ヤビツ峠）の秦野駅方向の土曜4便と日曜・休日5便を「名水はだの富士見の湯前」へ経路変更したものである。実証運行として設定されたが2019年4月1日に秦21へ統合廃止された。
- 秦38（初代）：秦野駅 - 室川橋 - 南平橋 - 遠藤原 - 神奈川大学
- 秦39（初代）：秦野駅 - 室川橋 - 南平橋 - 土屋橋 - 神奈川大学

秦野駅から神奈川大学へ向かう路線で、2002年4月に神奈川大学校舎前発着へ延伸された。
- 秦38（二代）：秦野駅 - 室川橋 - 南平橋 - 遠藤原 - 神奈川大学 - 神奈川大学校舎前
- 秦39（二代）：秦野駅 - 室川橋 - 南平橋 - 土屋橋 - 神奈川大学 - 神奈川大学校舎前

2002年4月に神奈川大学校舎前発着へ延伸されたが、2016年7月31日のダイヤ改正で、秦野駅 - 室川橋間が途中無停車化された。
- 秦38（三代）：秦野駅 -（直行）- 室川橋 - 南平橋 - 遠藤原 - 神奈川大学 - 神奈川大学校舎前
- 秦39（三代）：秦野駅 -（直行）- 室川橋 - 南平橋 - 土屋橋 - 神奈川大学 - 神奈川大学校舎前

2023年2月18日のダイヤ改正で廃止されたが、秦38は神奈川大学発着として継続している。
- 秦40：秦野駅 → 片町通り → 南平橋 → 土屋橋 → 東海大学正門前 → 東海大学

2017年11月3日のダイヤ改正で東海大学方向のみ廃止された。
- 秦41：金目駅 → 土屋橋 → 南平橋 → 片町通り → 秦野駅

早朝に1便のみ運行される金目駅からの路線で、平71（平塚駅 - 金目駅 - 片町通り - 秦野駅）の区間便であるが詳細不明である。
- 秦43：秦野駅 - 片町通り - 才ヶ分 - 広畑ふれあいプラザ前 - 下大槻団地 - 東海大学北門 - 鶴巻温泉駅（土曜・休日運休）
- 秦43：鶴巻温泉駅 → 東海大学北門 → 下大槻団地 → 広畑ふれあいプラザ前 → 才ヶ分 → 片町通り → 秦野駅（深夜バス）

2008年9月22日のダイヤ改正で平日早朝の運行へ変更され、深夜バスが廃止された。2011年1月16日のダイヤ改正で全便が東海大学前駅南口へ乗り入れるようになり、秦44（秦野駅 - 東海大学北門 - 東海大学前駅 - 鶴巻温泉駅）へ代替廃止された。
- 秦44：秦野駅 - 片町通り - 室川橋 - 秦野高校前 - 下大槻団地 - 東海大学北門 - 東海大学前駅南口 - 鶴巻温泉駅南口（深夜バス）

2008年9月22日のダイヤ改正で平日早朝の運行へ変更された秦43（秦野駅 - 才ヶ分 - 下大槻団地 - 東海大学北門 - 鶴巻温泉駅）の代替で新設されたが、2018年8月11日に秦野駅方向のみの運行へ変更されたのち、2020年7月13日に深夜バスのみ廃止された。
- 秦54（初代）：高砂車庫 → 榎木堂 → 大道 → 秦野駅南口 → 上尾尻橋 → 南が丘高校前 → 南が丘公園前
- 秦55（初代）：南が丘公園前 → 南が丘高校前 → 上尾尻橋 → 秦野駅北口 → 大道 → 榎木堂 → 高砂車庫

秦野駅を貫通して高砂車庫と南が丘公園を結ぶ路線で、1999年4月1日に新設された。秦野駅から先の経路は重複する系統が存在し、秦54は秦90（秦野駅南口 - 南が丘公園前）に合わせて秦野駅南口に、秦55は秦52（秦野駅 - 高砂車庫）に合わせて秦野駅北口に停車していたため、両方向で系統番号が別々に設定されていた。利用者が定着せず、2003年10月16日に揃って廃止された。
- 秦61：秦野駅 - 秦野郵便局前 - 西大竹 - 南が丘高校前 - 南が丘公園前 - 東名秦野 - 上井ノ口 - 下井ノ口 - 団地中央 - 二宮高校 - 二宮駅

1999年3月31日のダイヤ改正で廃止された。
- 秦62（初代）：秦野駅 - 秦野郵便局前 - 大竹 - 東名秦野 - 上井ノ口 - 下井ノ口 - 団地中央 - 南5号前 - 四ツ谷 - 二宮駅
- 秦62（二代）：二宮駅 → 団地中央 → 秦野郵便局 → 秦野駅南口

2002年6月1日に秦62（二代）が廃止された。初代は往復運行していたものと思われるが廃止時期は不明である。
- 秦63：二宮駅北口 → 中里 → 四ッ谷 → 南5号前 → 南4号前 → 団地中央 → 上井ノ口 → 東名秦野 → 南が丘公園前 → 南が丘センター → 秦野総合高校前 → 秦野駅南口（深夜バス）（土曜・休日運休）

二宮駅から南4・5号と南が丘を経由して秦野駅へ片道運行している秦63の深夜バスで、2021年7月24日に深夜バスのみ廃止された。
- 秦64（初代）：秦野駅 - ヨーカドー - 東名秦野 - 上井ノ口 - 上ノ原 - 才戸 - 比奈窪
- 秦64（二代）：秦野駅 - 片町通り - 東名秦野 - 上井ノ口 - 上ノ原 - 才戸 - 比奈窪

2002年6月1日に秦92（秦野駅 - 東名秦野 - 中井町役場入口）へ代替廃止された。比奈窪は現在の中井町役場入口である。
- 秦65（初代）：秦野駅 - 尾尻 - 西大竹 - 南が丘高校前 - 南が丘公園前

1999年4月1日に新設された秦90（秦野駅南口 - 南が丘公園前）の代替として深夜バスを除いて廃止されたが、のちに深夜バスも秦90と同一経路へ変更された。
- 秦65（二代）：秦野駅南口 → 上尾尻橋 → 秦野総合高校前 → 南が丘公園前（深夜バス）

2021年7月24日に廃止された。
- 秦66：秦野駅 - 片町通り - 尾尻 - 西大竹 - 南が丘高校前 - 南が丘公園前

1999年3月31日のダイヤ改正で廃止された。
- 秦67：秦野駅 - 秦野郵便局前 - 西大竹 - 東名秦野 - 上井ノ口 - 下井ノ口 - 二宮高校前 - 二宮駅南口

1990年代には廃止されている。
- 秦68：秦野駅南口 - 秦野郵便局前 - 西大竹 - 東名秦野 - 上井ノ口 - 才戸 - 日立情報
- 秦69（急行）：秦野駅南口 -（直行）- 日立情報

秦野駅から日立情報への通勤路線で、急行便だった秦69が1998年5月17日に秦89（秦野駅 - グリーンテク - 日立情報）へ代替廃止され、2007年2月1日に残った秦68も廃止された。
- 秦70（初代）：秦野駅南口 - 秦野郵便局前 - 西大竹 - 井ノ口駐在所前 - 境入口 - 井ノ口小学校西 - 久所入口 - 西谷戸橋 - 二宮駅北口（急行、記載停留所のみ停車）

秦野駅と二宮駅を葛川を挟んだ一つ隣の新道（県道71号バイパス）経由で運行される急行路線である。2018年3月17日に上尾尻橋・日赤病院経由へ経路変更された。
- 秦87：秦野駅南口 → 秦野郵便局 → グリーンテク → 上井ノ口 → 秦野駅南口（午前運行）（土曜・休日運休）
- 秦88：秦野駅南口 → 秦野郵便局 → 上井ノ口 → グリーンテク → 秦野駅南口（午後運行）（土曜・休日運休）

1998年5月18日に新設されたグリーンテク循環で、正午を境に周回順序が入れ替わっていた。2002年10月16日に揃って廃止された。
- 秦89（急行）：秦野駅南口 -（直行）- グリーンテク - 日立情報

秦87・88（秦野駅 - グリーンテク循環）と同時に新設された急行系統で、秦69（秦野駅南口 - 急行・日立情報）の代替でグリーンテクから日立情報へ向かっていた。秦87・88の廃止後も残り、2007年2月1日に秦68（秦野駅 - 東名秦野 - 日立情報）と共に廃止された。
- 秦93：秦野駅南口 → 秦野郵便局前 → グリーンテク → 才戸 → 上ノ原

2002年10月16日に新設された上ノ原方向のみ運行する片道の区間便である。2007年2月1日に秦92（秦野駅 - 日赤病院 - 東名秦野 - 中井町役場入口）、秦96（秦野駅 - 日赤病院 - 東名秦野 - グリーンテク中央 - 中井町役場入口）へ代替廃止された。
- 秦94：秦野駅南口 - 上尾尻橋 - 日赤病院 - 東名秦野 - 上井ノ口 - 上ノ原 - 日立システムズ
- 秦95：日立システムズ → グリーンテク中央 → 東名秦野 → 日赤病院 → 上尾尻橋 → 秦野駅南口（土曜・休日運休）

2003年6月2日に新設された日立システムズへのアクセス路線で、 秦野駅方向の平日1便はグリーンテク中央経由だった。2019年4月1日の中井町内路線再編によって廃止された。
- 渋01：渋沢駅 - 中道 - 堀川 - 大倉入口 - 横野入口
- 渋03（初代）：渋沢駅 - 大倉入口 - 横野入口 - 菩提 - 高砂車庫前
- 渋05（初代）：渋沢駅 - 西中学校前 - 曲松 - 運動公園前（箱根登山バス小田原営業所と共同運行）

箱根登山バスと共同運行を行っていたが、秦08（秦野駅 - 文化会館前 - 日立製作所 - 渋沢駅）へ代替廃止された。系統番号自体は2014年5月に復活している。
- 渋06：渋沢駅 - 峠
- 国01（初代）：国府津駅 - 押切 - 下小竹 - 万年橋 - 中井役場前 - 比奈窪

2016年3月26日に橘団地経由へ経路変更された。
- 国01（二代）：国府津駅 - 押切 - 橘団地 - 上小竹 - 万年橋 - 中井役場前 - 比奈窪

経路変更によってかつての国03（国府津駅 - 橘団地 - 比奈窪）と同一の起終点となったが、詳細不明ながら途中経由地は異なっていたと思われる。2017年9月16日に廃止された。
- 国02：国府津駅 - 押切 - 橘団地

1990年代には国03（国府津駅 - 橘団地 - 比奈窪）へ統合廃止されている。
- 国03（初代）：国府津駅 - 橘団地 - 比奈窪

2016年3月の経路変更で誕生した国01（二代、国府津駅 - 橘団地 - 比奈窪）より先に国府津駅と比奈窪を橘団地経由で運行していた系統で、国02（国府津駅 - 橘団地）を延伸したものだが、2003年10月16日のダイヤ改正で廃止された。
- 国03（二代）：国府津駅 → 押切 → 橘タウンセンター前 → テクノパーク西 → テクノパーク中央 → 橘団地 → 上小竹 → 万年橋 → 中井役場前 → 比奈窪（実証運行）
- 国03（二代）：比奈窪 → 中井役場前 → 万年橋 → 上小竹 → 橘団地 → テクノパーク中央 → 橘タウンセンター前 → テクノパーク西 → 押切 → 国府津駅（実証運行）

2016年3月26日に国01（初代）が経路変更されたのに合わせて実証運行が開始された路線で、橘タウンセンターからテクノパーク西にかけては往復で同一順序による停車だった。当初は2019年3月31日までの予定だったが採算が合わず、2017年9月16日に国01（二代）と共に廃止された。
- 二31：二宮駅南口 - 押切 - 下小竹 - 比奈窪 - 高尾

2015年3月31日のダイヤ改正で廃止された。高尾では富士急湘南バスの路線と接続を取っていた。
- 二32（初代）：比奈窪 - 高尾（土曜運休）

2003年10月16日のダイヤ改正で廃止された二31（二宮駅 - 比奈窪 - 高尾）の区間便で、二宮駅発着路線で無いながら系統番号は「二」が採用された。
- 二33（初代）：二宮駅南口 - 下井ノ口 - 日立情報
- 二34（初代）：二宮駅南口 -（急行）- 日立情報

二宮駅から日立情報への通勤路線で、北口以外に二宮駅南口からも発着していた。1998年5月17日に北口発着の二43・44（二宮駅北口 - 日立情報）へ統合廃止された。
- 二37（初代）：二宮駅北口 → 二宮団地左回り → 二宮駅北口（土曜・休日運休）
- 二37（初代）：二宮駅北口 → 二宮団地右回り → 二宮駅北口（土曜・休日運休）
- 二39（初代）：二宮駅北口 → 二宮高校 → 二宮団地北循環 → 二宮駅北口（土曜・休日運休）

二宮高校経由の二39は平日早朝に1～2便が運行されるのみで、2003年10月16日のダイヤ改正で揃って廃止された。
- 二40（初代）：二宮駅南口 - 釜野 - 南5号前 - 団地中央
- 二40（二代）：二宮駅北口 - 釜野 - 南5号前 - 団地中央

1997年に初代が新設された。2013年4月1日に二宮駅北口発着へ変更されたが、同年12月2日に二41（二宮駅 - 釜野 - 南三号前 - 橘団地）へ代替廃止された。二宮駅北口発着は僅か8ヶ月間と短命だった。
- 二43（初代）：二宮駅北口 - 二宮高校 - 下井ノ口 - 才戸 - 日立情報
- 二44（急行）（初代）：二宮駅北口 -（直行）- 日立情報

二宮駅南口発着だった二33・34（二宮駅南口 - 日立情報）の代替で1998年5月17日に新設された。二44は速達性を重視して秦70（秦野駅 - 二宮駅）と同様に新道経由で結んでいたが、2007年2月1日に秦野駅からの秦68・69（秦野駅 - 日立情報）と共に廃止された。
- 二46：二宮駅北口 - 四ツ谷 - 南3号前 - 橘団地 - 押切 - 国府津駅（平日運休）
- 二47：二宮駅北口 - 釜野 - 南3号前 - 橘団地 - 押切 - 国府津駅
- 二48：二宮駅北口 - 四ツ谷 - 南3号前 - 橘団地 - 橘タウンセンター - 押切 - 国府津駅（土曜・休日運休）
- 二49：二宮駅北口 - 釜野 - 南3号前 - 橘団地 - テクノパーク中央 - 押切 - 国府津駅

2016年9月16日のダイヤ改正で新設された、国府津駅までの路線群である。二46は平日運休、タウンセンター経由の二48は土曜・休日運休で、2022年3月12日のダイヤ改正で全て廃止された。二49は神奈川中央交通において町42（2016年廃止）と共に神奈川中央交通では忌番とされる「49」を使用する唯一の路線だった。
- 巻01：鶴巻温泉駅 - 東海大学前駅入口 - 東海大学北門 - 下大槻団地

2008年9月22日のダイヤ改正で平日早朝のみの運行へ変更されたのち、2011年1月16日に廃止された。
- 巻03：鶴巻温泉駅 - 三の宮 - 大山駅 - 大山ケーブル

2017年11月3日からの冬期限定で実証運行が始まり、2018年秋は大山ケーブル発のみに変更して継続された。この結果を踏まえて2019年秋から大山ケーブル発の本格運行が開始されたが、同時に伊勢原営業所へ移管された。
- 臨時：平塚駅北口 - 南原土手 - 秦野駅 - ヤビツ峠（急行）
- 無番：渋沢駅北口 - 桜土手 - 日立製作所 - 農協本所前 - 日赤病院

2007年11月12日から12月19日まで運行された試験路線で、試験終了と同時に廃止された。

### 湘南神奈交バス

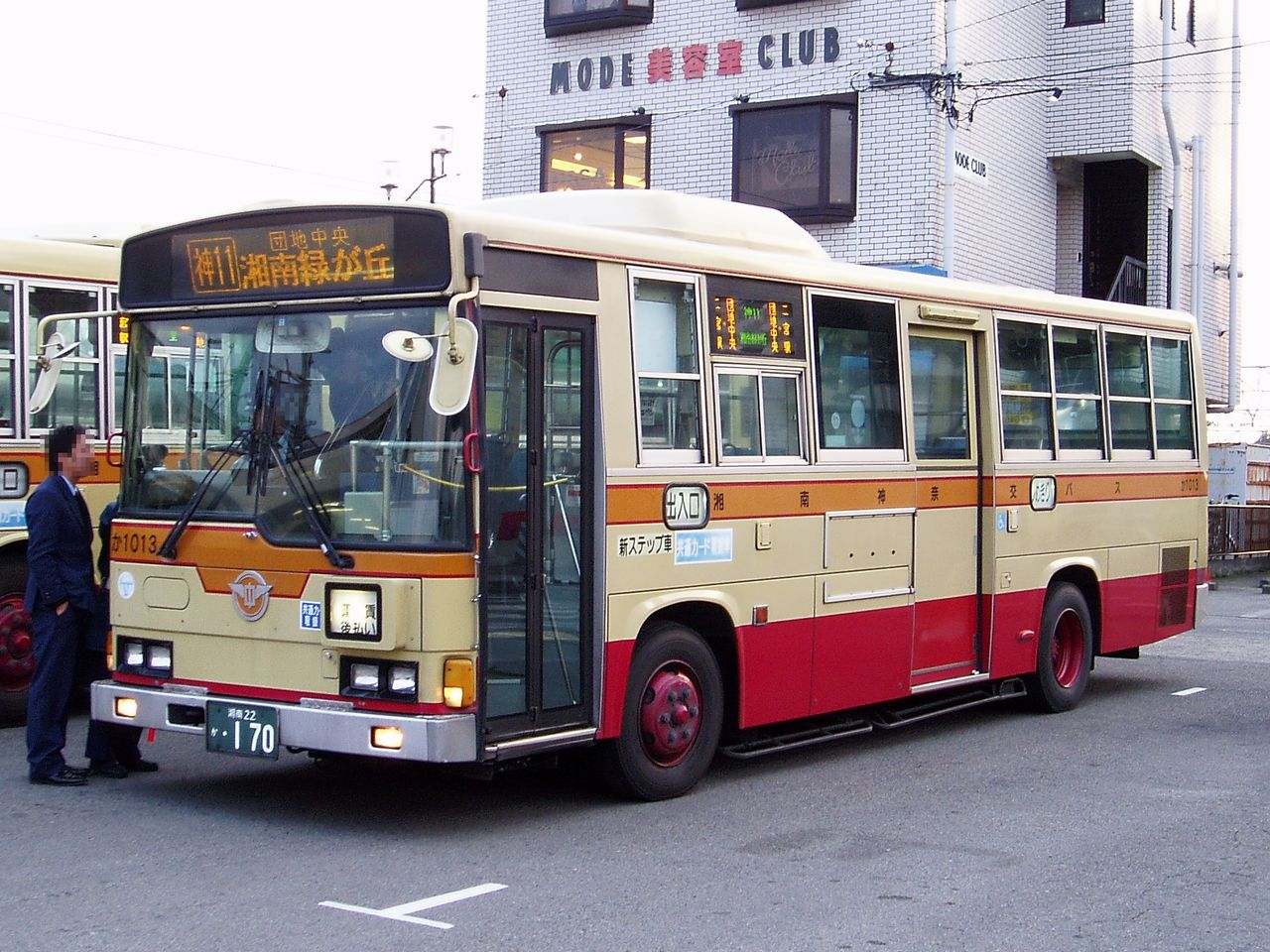
湘南神奈交時代は神11だった二34 (か1013)

◆印：1996年4月1日に箱根登山バスから移管された路線
- ◆神01：秦野駅 - 今川町 - 平沢 - 土橋 - 曲松 - 渋沢駅北口

2017年1月1日から秦55（二代）として現在も運行中である。
- ◆神02：渋沢駅北口 - 甘柿橋 - 松田ランド

退出意向路線へ指定され、2011年10月1日に廃止された。最終運行日は9月30日だった。
- ◆神03（初代）：渋沢駅北口 - 千村自治会館 - 萩山 - 沼代 - みくるべ入口 - みくるべ

2006年4月1日に渋沢駅南口発着へ変更された。
- 神03（二代）：渋沢駅南口 - 千村自治会館 - 萩山 - 沼代 - みくるべ入口 - みくるべ

退出意向路線へ指定され、2011年10月1日に廃止された。最終運行日は9月3日だった。現在は病院側で無料送迎バスを運行している。
- ◆神04：渋沢駅北口 - 甘柿橋 - 松田ランド - 足柄上病院入口 - 新松田駅

2005年10月1日から土曜・休日1往復の運行へ減便されたのち退出意向路線へ指定され、2011年10月1日に廃止された。最終運行日は9月25日だった。
- ◆神05：秦野駅 - 今川町 - 平沢 - 土橋

2011年3月22日に廃止された。最終運行日は3月18日だった。
- ◆神06：秦野駅 - 今川町 - 平沢 - 土橋 - 渋沢駅北口 - 新松田駅（平日運休）

土曜・休日の早朝に1便が運行されていたが、2002年11月25日に廃止された。
- 神07：秦野駅 - 白笹稲荷神社入口（臨時）

秦野駅から白笹稲荷神社への路線で、2月の初午祭開催時に運行される。2017年1月1日から秦07へ系統番号が変更された。
- 神08：峠 - 渋沢駅南口 - 若竹の泉
- 神09：渋沢駅南口 - 若竹の泉

小型車による運行に限定されていた。2002年11月25日に廃止された。
- 神10：二宮駅北口 → 中里 → 中央公園前 → 緑が丘南 → 緑が丘三丁目 → 緑が丘二丁目 → 二宮駅北口（湘南緑が丘循環）

1997年10月6日に新設されたみどりヶ丘循環で、始発から8時までと18時以降に運行された。2017年1月1日に二37へ系統番号が変更された。
- 神11：二宮駅北口 → 中里 → 団地中央 → 中央公園前 → 緑が丘南 → 緑が丘三丁目 → 緑が丘二丁目 → 団地中央 → 二宮駅北口（湘南緑が丘循環）

上記の神10が運行されない9時から17時にかけて運行された。2017年1月1日に二34（二代）へ系統番号が変更された。
- 神12：中央公園前 → 緑が丘南 → 緑が丘三丁目 → 緑が丘二丁目 → 二宮駅北口

2017年1月1日に二43（二代）へ系統番号が変更された。
- 神13：中央公園前 → 緑が丘南 → 緑が丘三丁目 → 緑が丘二丁目 → 団地中央 → 二宮駅北口

2017年1月1日に二39（二代）へ系統番号が変更された。
- 神14：二宮駅北口 → 中里 → 中央公園前 → 緑が丘南 → 緑が丘三丁目 → 緑が丘二丁目

2017年1月1日に二45（二代）へ系統番号が変更された。
- 神15：二宮駅北口 → 中里 → 団地中央 → 中央公園前 → 緑が丘南 → 緑が丘三丁目 → 緑が丘二丁目

2017年1月1日に二44（二代）へ系統番号が変更された。

## 車両
以前はいすゞ自動車・日産ディーゼル車が多数所属していたが、現在は三菱ふそう車で占められている。特に日産ディーゼル車の導入は少数に留まっており、相模原営業所や湘南神奈交バスへ転属したのち、2015年までに全廃となっている。
管内路線には狭隘区間が多いために中型車が配置されており、いすゞ・エルガミオノンステップバスが2015年8月に3台導入、2017年2月からはいすゞ・新型エルガミオを導入している。また、日立システムズの事業所が管内に存在することから、1986年から2007年1月までは日産ディーゼル製の貸切兼用車が在籍し、専属で使用されていた。

## その他
- 2012年10月29日より、二宮町コミュニティバスを除く管内全路線で「前乗り後払い方式」から「中乗り後払い方式」に変更された[26]。これは伊勢原営業所・茅ヶ崎営業所に続いて3番目である。